# Sheykh Vajam
Sheykh Vajam (persiska: شِيخ وَجيم, شِيخُوجيم, شيخ وجم, Sheykh Vajīm) är en ort i Iran.   Den ligger i provinsen Kurdistan, i den nordvästra delen av landet, 400 km väster om huvudstaden Teheran. Sheykh Vajam ligger 1 933 meter över havet och antalet invånare är 114.
Terrängen runt Sheykh Vajam är kuperad västerut, men österut är den platt.Runt Sheykh Vajam är det ganska tätbefolkat, med 58 invånare per kvadratkilometer. Närmaste större samhälle är Charmīleh, 7,3 km nordost om Sheykh Vajam. Trakten runt Sheykh Vajam består i huvudsak av gräsmarker.